# Porticus Minucia Frumentaria
De Porticus Minucia Frumentaria was de plaats waar vanaf de regering van keizer Claudius, en mogelijk al eerder, de graanuitdelingen aan de Romeinse bevolking (frumentatio) plaatsvonden. Alle vrije burgers kwamen in aanmerking voor het gratis graan, dat in 5 hoeveelheden per maand, in totaal circa 400 kg per jaar, kon worden afgehaald in de Porticus Minucia.
Uit de 4e-eeuwse stadsgidsen is bekend dat de Porticus Minucia Frumentaria in regio IX Circus Flaminius heeft gestaan. De porticus is nooit met zekerheid geïdentificeerd, maar er wordt vermoed dat een groot rechthoekig gebouw waarvan de restanten ten westen van de Via del Corso (Via Lata in de oudheid) zijn teruggevonden de Porticus Minucia Frumentaria was. Dit gebouw strekte zich over 400 meter uit van de Via di S. Marco in het zuiden tot de Via del Caravita in het noorden en was 60 meter breed. Onder diverse gebouwen zijn restanten van travertijnen pijlers gevonden in de typische onafgewerkte stijl uit de tijd van Claudius, die ook op de Porta Maggiore is toegepast. De pijlers droegen een gewelfd plafond van baksteen. Een aantal pijlers stamt uit de tijd van Hadrianus, waaruit blijkt dat er in deze tijd restauraties zijn uitgevoerd of uitbreidingen aan het gebouw zijn gebouwd. Vermoedelijk werd het graan aan de westzijde van het gebouw aangevoerd en aan de oostelijke zijde, de Via Lata, afgehaald.
De Porticus Minucia Frumentaria mag niet worden verward met de Porticus Minucia Vetus, die elders op het Marsveld stond.

## Referentie
- L. Richardson, jr, A New Topographical Dictionary of Ancient Rome, Baltimore - London 1992. pp.315-316 ISBN 0801843006